# バブルガムくらぶ
『バブルガムくらぶ』（バブルガムくらぶ）は、佐藤まり子による日本の漫画作品。
講談社「なかよし」で1987年に連載された。

## 書誌情報
- 佐藤まり子 『バブルガムくらぶ』 講談社〈講談社コミックスなかよし〉、全1巻、1988年1月6日発行、ISBN 4-06-178598-2